# Jean Dubuffet

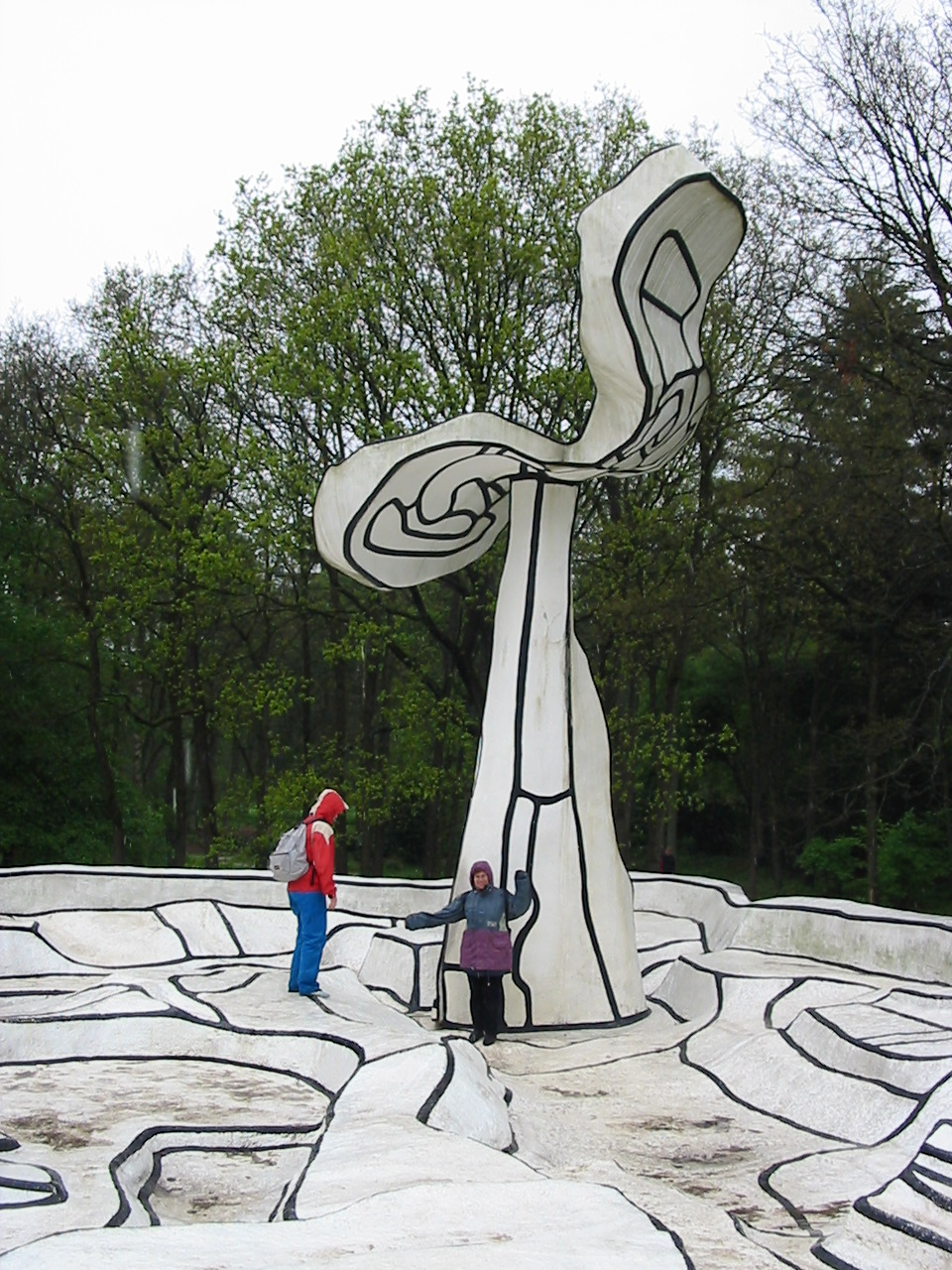
Jean Dubuffet

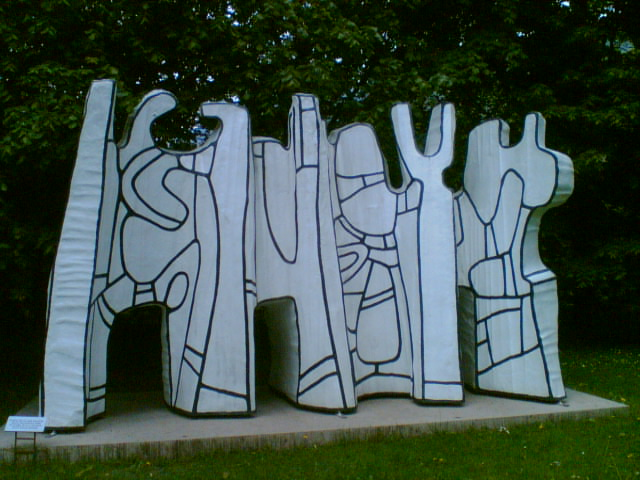
ContoursionistesV, obra en el parque de esculturas de la Fundación Pierre Gianadda, en Martigny, Suiza.

Jean Philippe Arthur Dubuffet (Le Havre, 31 de julio de 1901 - París, 12 de mayo de 1985) fue un pintor y escultor francés  de la segunda mitad del siglo XX.

## Biografía
Dubuffet nació en Le Havre. Se mudó por primera vez a París en 1918 para estudiar pintura en la Académie Julian, pero tras seis meses allí dejó la academia para estudiar de forma independiente. En 1924, dudando del valor del arte, dejó de pintar y se hizo cargo del negocio de su padre de venta de vinos. Retomó la pintura nuevamente en la década de 1930, pero nuevamente la abandonó, sólo volviendo de manera duradera en 1942. Su primera muestra individual se llevó a cabo en 1944. Se aproximó al surrealismo en 1948, luego a la patafísica en 1954.
Influenciado por el libro de Hans Prinzhorn, Artistry of the Mentally Ill, Dubuffet acuñó el término Art Brut (arte en bruto) para el arte producido por no profesionales que trabajan por fuera de las normas estéticas, tales como el arte de los pacientes mentales, prisioneros y niños. Formó su propia colección de tal forma de arte, incluyendo a artistas tales como Aloïse Corbaz, Alfredo Pirucha y Adolf Wölfli. Dubuffet pretendía crear un arte tan libre de las preocupaciones intelectuales como el Art Brut, crea figuras elementales y pueriles y, a menudo crueles: (se inspiró en los dibujos de los niños,los criminales y dementes) personajes bufos, morbosos,como las mujeres de su serie" DAMES"; o seres infrahumanos, figuras deformes, absurdas y grotescas, como los ciclos "BARBAS".
Muchos de los trabajos de Dubuffet fueron realizados con óleos, utilizando un lienzo reforzado con materiales tales como arena, alquitrán y paja, otorgándole al trabajo una inusual superficie texturada. Desde 1962 produjo una serie de obras en las cuales se limitaba a sí mismo con los colores rojo, negro, blanco y azul. Hacia finales de la década de 1960 se volcó más a la realización de esculturas, produciendo trabajos en poliestireno, a los cuales pintaba con vinílico.
Jean-Joseph Sanfourche, también mantuvo una correspondencia ilustrada importante con Jean Dubuffet durante dieciocho años. Jean Dubuffet, murió en París a la edad de 83 años.
Será enterrado en el cementerio Tubersent, de donde era originaria su segunda esposa, Émilie Carlu.

## Influencias
Ha sido influenciado por el movimiento Artistry of the Mentally Ill y a influenzado a Linda Naeff.